# Società missionaria di San Tommaso apostolo
La Società Missionaria di San Tommaso Apostolo (in inglese Missionary Society of St. Thomas the Apostle) è una società clericale di vita apostolica di diritto diocesano: i membri della compagnia pospongono al loro nome la sigla M.S.T.

## Storia
La congregazione sorse nel 1966 a opera di Sebastian Vayalil (1906-1986), vescovo eparca di Palai, con l'appoggio di papa Paolo VI; venne canonicamente eretta il 22 febbraio 1968.

## Attività e diffusione
I missionari della società si dedicano all'opera di evangelizzazione dei non cristiani; operano essenzialmente nelle regioni indiane dove è diffusa la Chiesa cattolica siro-malabarese, specialmente nei territori delle diocesi di Ujjain e Mandya.
Nel 1987 la congregazione contava un vescovo, 123 sacerdoti, 6 studenti professi con voti perpetui e 89 con voti temporanei.